# Ninja Assassin
Pour plus de détails, voir Fiche technique et Distribution.
Ninja Assassin est un film américano-allemand réalisé par James McTeigue, sorti en 2009.

## Synopsis

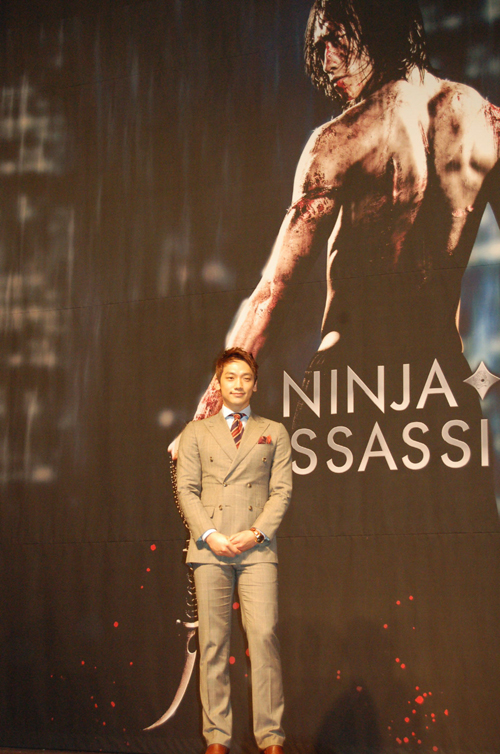
Rain devant l'affiche de Ninja Assassin en novembre 2009.

Raizo (Rain), jeune ninja orphelin, a été entraîné à tuer par le clan Ozunu. Peu après l'exécution de celle qu'il aime (elle a trahi le clan), Raizo est en proie au doute, et quitte le clan pour préparer sa vengeance… Des années plus tard, à Berlin, Raizo tombe sur l'agent d'Europol Mika Coretti (Naomie Harris) qui, après avoir levé le voile sur une affaire politique mettant en cause une mystérieuse organisation asiatique, est devenue la cible du clan Ozunu. Traqués, tous deux se lancent dans une dangereuse course-poursuite…

## Fiche technique
- Titre original : Ninja Assassin
- Titre français : Ninja Assassin
- Réalisation : James McTeigue
- Scénario : Matthew Sand et J. Michael Straczynski d'après une histoire de Matthew Sand
- Musique : Ilan Eshkeri
- Décors : Graham Walker
- Costumes : Carlo Poggioli
- Photographie : Karl Walter Lindenlaub
- Montage : Gian Ganziano et Joseph Jett Sally
- Production : Joel Silver, Lilly et Lana Wachowski, Grant Hill
- Sociétés de production : Legendary Pictures, Dark Castle Entertainment, Silver Pictures
- Sociétés de distribution : Warner Bros (USA) ; Studio Canal (France)
- Budget (estimation) : 40 000 000 $
- Pays de production :  États-Unis /  Allemagne
- Langue originale : anglais
- Format : couleur / noir et blanc - 2,35:1 - 35 mm (Arricam LT/ST, Arriflex 235/435 ES, objectifs Zeiss Master Prime) - son Dolby Digital / SDDS / DTS
- Durée : 99 minutes
- Dates de sortie :
  - États-Unis : 25 novembre 2009 (sortie nationale)
  - France : 10 février 2010
- Dates de sortie DVD :
  - France : 6 juillet 2010 ; 1er mars 2011 (Blu-ray)
- Classification : interdit aux moins de 16 ans[Où ?]

## Distribution
- Rain (VF : Jonathan Cohen ; VQ : Jean-François Beaupré) : Raizo
- Naomie Harris (VF : Mbembo ; VQ : Pascale Montreuil) : Mika
- Sho Kosugi (VF : Didier Hervé ; VQ : Aubert Pallascio) : Ozunu
- Kylie Liya Goldstein : Kiriko jeune
- Sung Kang (VQ : Patrice Dubois) : Hollywood
- Randall Duk Kim (VQ : Vincent Davy) : le maître tatoueur
- Jonathan Chan-Pensley : l'homme de main yakuza
- Yuki Iwamoto : Canapé Yakuza
- Ill Young-Kim : Yakuza Mohawk
- Ben Miles (VF : Christian Gonon ; VQ : Tristan Harvey) : Ryan Maslow
- Stephen Marcus : le chef du cartel
- Linh-Dan Pham : la jolie ninja
- Fang Yu : le gérant de la laverie
- Adriana Altaras : la concierge
- Yoon Sungwoong : Raizo jeune
- Eleonore Weisgerber (VQ : Nathalie Coupal) : Mme Sabatin
- Wladimir Tarasjanz (VQ : Jacques Lavallée) : Aleksei Sabatin
- Lee Joon : Raizo adolescent
- Kai Fung Rieck : Takesh adolescent
- Anna Sawai : Kiriko adolescente
- Thorston Manderlay : Zabranski
- Richard van Weyden : Battuta
- Mina Ghousi : l'enfant avec une enveloppe
- Hans Hohlbein : le voisin de Mika
- Rick Yune : Takeshi
- Nhi Ngoc Nguyen-Hermann : la fille sur le toit
- Guido Föhrweißer : le chef des agents d'Europol
- Tim Williams : le gardien de la cellule d'Europol
- David Leitch : le gardien de la porte d'Europol
- Wolfgang Stegemann : le tireur d’élite d'Europol
- Steffen Groth : un garde d'Europol
- Jens Neuhaus : un garde d'Europol
- Patrick Pinheiro : l'assistant de Maslow
- Matthias Schendel : l'agent des forces spéciales
- Johannes Ahn : le médecin

## Production

### Tournage
Le tournage a eu lieu du 28 avril 2008 au 27 juin 2008 en Allemagne, à Berlin et aux studios Babelsberg de Potsdam.

## Accueil

### Box-office
- États-Unis : 38 105 077 $[réf. nécessaire]
- France : 52 917 entrées[réf. nécessaire]